# Барре-сюр-Меуж
Барре́-сюр-Меу́ж (фр. Barret-sur-Méouge, окс. Barret sus Meüja) — коммуна во Франции, находится в регионе Прованс — Альпы — Лазурный Берег. Департамент коммуны — Верхние Альпы. Входит в состав кантона Рибьер. Округ коммуны — Гап.
Плотность населения 8 чел./км². Занимает площадь 26,72 км²
Код INSEE коммуны — 05014.

## Население
Население коммуны на 2008 год составляло 214 человек.
| 1962 | 1968 | 1975 | 1982 | 1990 | 1999 | 2008 |
| ---- | ---- | ---- | ---- | ---- | ---- | ---- |
| 179  | 342  | 291  | 187  | 237  | 232  | 214  |

## Экономика
В 2007 году среди 158 человек в трудоспособном возрасте (15—64 лет) 94 были экономически активными, 64 — неактивными (показатель активности — 59,5 %, в 1999 году было 48,3 %). Из 94 активных работали 80 человек (44 мужчины и 36 женщин), безработных было 14 (11 мужчин и 3 женщины). Среди 64 неактивных 4 человека были учениками или студентами, 18 — пенсионерами, 42 были неактивными по другим причинам.

## Достопримечательности
- Руины замка (XII век)
- Церковь Сен-Мишель
- Часовня Сен-Лоран (XI—XII века)